# Tour de Bohême
Le Tour de Bohême est une compétition cycliste se disputant par étapes, sur l'actuel territoire de la République tchèque. La Bohême est le nom historique de cette partie occidentale de l'ancienne Tchécoslovaquie.

## Histoire
La Tchécoslovaquie naît en octobre 1918 sur les décombres de l'Empire austro-hongrois. Formée de deux entités historiques et géographiques distinctes la Bohême et la Slovaquie, la jeune République avait une forte tradition sportive, en particulier en Bohême, où est créée dès 1883 une fédération cycliste et où, à partir de 1887, un championnat de Bohême est disputé chaque année. De 1919 à 1938 la fédération cycliste tchécoslovaque attribue un titre de Champion de Tchécoslovaquie, mais aucun organisateur potentiel (Fédération, journal) ne met sur pieds une compétition cycliste qui en faisant le parcours du pays et son tour, en aurait marqué symboliquement l'espace, comme ce fut le cas pour la Bulgarie, la Pologne, la Roumanie et la Yougoslavie. La course dont l'impact sportif semble le plus fort est Prague-Karlovy Vary-Prague, créée en 1921. Elle se court en Bohême, dont l'unité territoriale est mise à mal à l'Ouest par le problème des Sudètes, entre Prague et l'ancienne Karlsbad vers l'Ouest donc, et non vers l'Est ou vers Bratislava.
 Dans les années qui suivent la fin de Deuxième Guerre mondiale, les autorités sportives de la Tchécoslovaquie créent tardivement un tour cycliste de Tchécoslovaquie. Alors que la Course de la Paix, entre Prague et Varsovie en Pologne est créée en 1948, et prolongée par jusqu'à Berlin en 1950, la première édition du Tour de Tchécoslovaquie a lieu en 1953. 
Le vainqueur de ce premier Tour de Tchécoslovaquie est Jan Veselý. Pourtant dès 1954 le Tour de Slovaquie voit le jour dans la partie orientale du pays. Le Tour tchécoslovaque, compétition à éclipses, n'est plus organisé après 1963. Après Antonin Svab en 1954, Wojtech Pecina en 1958, Miroslav Mares en 1959, Pavel (ou Fr.?) Konecny en 1960, Jan Novak en 1961, Jan Smolík, vainqueur en 1962 et 1963 clôt le palmarès.
Le Tour de Bohême, de l'ensemble tchécoslovaque, est créé en 1968.
Les dates où se courent le Tour de Bohême, fixées par dans le calendrier international de l'UCI se situent au mois de juillet. Celles du Tour de Slovaquie sont au mois d'août. Il est à remarquer à la lecture du palmarès de ces deux compétitions, que si un petit nombre de coureurs tchécoslovaques ont inscrit leur nom parmi les vainqueurs des deux courses (en incluant le Tour de Tchécoslavaquie) entre 1954 et 1992, aucun n'a réalisé le doublé la même année.
Après 1990, le Tour de Bohême demeure parmi les courses inscrites au calendrier international, mais en 1994 il change d'appellation et devient le "Bohemia Crystal Tour", dont l'existence est réduite à deux éditions. Dans le même temps le Tour de Slovaquie ne connait pas d'interrerution.
En 1993, la Course de la Paix n'eut qu'un parcours réduit au seul territoire de la République tchèque, sur des routes habituellement dévolues au Tour de Bohême : Tabor (ville départ)- Mlada-Boleslav - Trutnov - Novy-Bor.
En 1998 c'est sous l'appellation Ytong Bohemia Tour, que reparaît le Tour de Bohême. L'épreuve n'est plus courue après 2004.
Il semble que le nom à venir de cette compétition devienne Tour cycliste tchèque. Modestement organisée sur un seul jour en 2009 cette compétition, vécue comme une renaissance du Tour de Bohême, a eu lieu en juillet 2010. Disputé dans la région d'Olomouc, le Tour cycliste tchèque, long de 486 kilomètres, répartis en 3 étapes et un prologue, s'est achevé par la victoire d'un coureur local, Leopold König.

### Les réalisateurs du doublé tchécoslovaque: Tour de Bohême (et Tour de Tchécoslovaquie) / Tour de Slovaquie
- Jan Veselý : (Tour de Tchécoslovaquie en 1953), Tour de Slovaquie 1955 / + Course de la Paix 1949
- Pavel Konecny : (Tour de Tchécoslovaquie en 1960)[9] / Tour de Slovaquie 1966.
- Bretislav Soucek : Tour de Bohême 1968, Tour de Slovaquie 1969.
- Miloš Hrazdíra : Tour de Bohême 1969, 1972 / Tour de Slovaquie 1967, 1968, 1973.
- Vlastimil Moravec : Tour de Bohême 1975 / Tour de Slovaquie 1970 / + Course de la Paix 1972.
- Bernd Drogan: Tour de Bohême 1977 / Tour de Slovaquie 1983 .../ + Tour de RDA 1977, 1978, 1979, 1982
- Jiří Škoda : Tour de Bohême 1978 / Tour de Slovaquie 1976, 1980, 1985.
- Miroslav Sýkora : Tour de Bohême 1981, 1982, 1983, 1985 / Tour de Slovaquie 1977, 1984
- Vaclav Toman : Tour de Bohême 1987, 1991 / Tour de Slovaquie 1986.

La Tchécoslovaquie a cessé d'exister en 1993. Deux coureurs tchèques sont cependant à mentionner pour avoir réalisé le doublé
- Lubor Tesař : Tour de Bohême 2004 / Tour de Slovaquie 1992
- Ondřej Sosenka : Tour de Bohême 1998, 2000, 2001 / Tour de Slovaquie 1999, 2003 / + Course de la Paix 2002

## Palmarès
| Année     | Vainqueur          | Deuxième            | Troisième         |
| --------- | ------------------ | ------------------- | ----------------- |
| 1968      | Břetislav Souček   | Alex Svoboda        | Jiří Prchal       |
| 1969      | Miloš Hrazdíra     | Jindrich Marek      | Jiří Prchal       |
| 1970      | Rudolph Labus      | Petr Matoušek       | Miloš Hrazdíra    |
| 1971      | Jan Smolík         | Rudolph Labus       | Jiří Mainuš       |
| 1972      | Miloš Hrazdíra     | Jiří Prchal         | Vlastimil Moravec |
| 1973      | Jiří Bartolšic     | Rudolph Labus       | Lubomir Zajac     |
| 1974      | Jiří Bartolšic     | Jiří Prchal         | Michal Klasa      |
| 1975      | Vlastimil Moravec  | Petr Bucháček (en)  | Jiří Prchal       |
| 1976      | Zdenĕk Janda       | Jiří Prchal         | Jaroslav Poslušný |
| 1977      | Bernd Drogan       | Jiří Škoda          | Petr Matoušek     |
| 1978      | Jiří Škoda         | Ladislav Ferebauer  | Luder Mráz        |
| 1979      | Ladislav Ferebauer | Jiří Bartolšic      | Ladislav Foldyna  |
| 1980      | Ladislav Ferebauer | Henke Svatopluk     | Ludek Kubias      |
| 1981      | Miroslav Sýkora    | Jiří Bartolšic      | Martin Götze      |
| 1982      | Miroslav Sýkora    | Ladislav Ferebauer  | Karásek           |
| 1983      | Miroslav Sýkora    | Jiří Škoda          | Miloš Hrazdíra    |
| 1984      | Lubomir Burda      | Hardy Groeger       | Olaf Ludwig       |
| 1985      | Miroslav Sýkora    | Jiří Škoda          | Jan Posipenka     |
| 1986      | Otakar Fiala       | Vladimir Kozarek    | Jiří Traznivek    |
| 1987      | Vaclav Toman       | Ludvik Styks        | Miroslav Vasicek  |
| 1988      | Miroslav Vasicek   | Stephan Gottschling | Radovan Fořt      |
| 1989      | Éric Pichon        | Otakar Fiala        | Jan Jesiak        |
| 1990      | Roman Kreuziger    | Ludek Styks         | Pavel Padrnos     |
| 1991      | Vaclav Toman       | Otakar Fiala        | Vladimir Svehlik  |
| 1992      | Tomas Velecky      | Pavol Zabudan       | Pavel Camrda      |
| 1993      | Jan Ullrich        | Jorn Reuss          | Alex Kaltenhuber  |
| 1994      | Pavel Padrnos      | František Trkal     | Alex Kaltenhuber  |
| 1995      | Vladimir Svehlik   | Heiko Latocha       | Slavomir Heger    |
| 1996 1997 | pas disputé        |                     |                   |
| 1998      | Ondřej Sosenka     | Milan Kadlec        | René Andrle       |
| 1999      | Jaroslav Bílek     | Jan Bratkowski      | Miroslav Kejval   |
| 2000      | Ondřej Sosenka     | Milan Kadlec        | Valter Bonca      |
| 2001      | Ondřej Sosenka     | Milan Kadlec        | Michal Hrazdíra   |
| 2002      | Milan Kadlec       | Michal Kalenda      | Timo Scholz       |
| 2003      | Zbigniew Piątek    | Ralf Grabsch        | Peter Renang      |
| 2004      | Lubor Tesař        | Jan Falynec         | Milan Kadlec      |